# Temporada 1985-86 de los Denver Nuggets
La temporada 1985-86 fue la décima de los Denver Nuggets en la NBA, tras la fusión de la liga con la ABA, donde había jugado nueve temporadas. La temporada regular acabó con 47 victorias y 35 derrotas, ocupando el segundo puesto de la conferencia Oeste, clasificándose para los playoffs, en los que cayeron en las semifinales de la Conferencia Oeste ante Houston Rockets.

## Elecciones en elDraft
| Ronda | Puesto | Jugador         | Posición | Nacionalidad   | Universidad |
| ----- | ------ | --------------- | -------- | -------------- | ----------- |
| 1     | 15     | Blair Rasmussen | Pívot    | Estados Unidos | Oregon      |
| 2     | 43     | Barry Stevens   | Escolta  | Estados Unidos | Iowa State  |
| 4     | 89     | Pete Williams   | Alero    | Estados Unidos | Arizona     |

## Temporada regular
| División Medio Oeste | División Medio Oeste | División Medio Oeste | División Medio Oeste | División Medio Oeste | División Medio Oeste | División Medio Oeste | División Medio Oeste | División Medio Oeste |
| Equipo               | G                    | P                    | %                    | PD                   | Casa                 | Fuera                | Div                  |                      |
| -------------------- | -------------------- | -------------------- | -------------------- | -------------------- | -------------------- | -------------------- | -------------------- | -------------------- |
| y-Houston Rockets    | 51                   | 31                   | .622                 | –                    | 36–5                 | 15–26                | 20–10                |                      |
| x-Denver Nuggets     | 47                   | 35                   | .573                 | 4                    | 34–7                 | 13–28                | 15–15                |                      |
| x-Dallas Mavericks   | 44                   | 38                   | .537                 | 7                    | 26–15                | 18–23                | 16–14                |                      |
| x-Utah Jazz          | 42                   | 40                   | .512                 | 9                    | 27–14                | 15–26                | 15–15                |                      |
| x-Sacramento Kings   | 37                   | 45                   | .451                 | 14                   | 25–16                | 12–29                | 15–15                |                      |
| x-San Antonio Spurs  | 35                   | 47                   | .427                 | 16                   | 21–20                | 14–27                | 9–21                 |                      |

## Playoffs

### Primera ronda
Denver Nuggets vs. Portland Trail Blazers 
| Fecha       | Partido                                        | Ciudad   |
| ----------- | ---------------------------------------------- | -------- |
| 18 de abril | Denver Nuggets 133, Portland Trail Blazers 126 | Denver   |
| 20 de abril | Denver Nuggets 106, Portland Trail Blazers 108 | Denver   |
| 22 de abril | Portland Trail Blazers 104, Denver Nuggets 115 | Portland |
| 24 de abril | Portland Trail Blazers 112, Denver Nuggets 116 | Portland |
|             | Denver Nuggets gana las series 3-1             |          |

### Semifinales de Conferencia
Houston Rockets vs. Denver Nuggets 
| Fecha       | Partido                                 | Ciudad  |
| ----------- | --------------------------------------- | ------- |
| 26 de abril | Houston Rockets 126, Denver Nuggets 119 | Houston |
| 29 de abril | Houston Rockets 119, Denver Nuggets 101 | Houston |
| 2 de mayo   | Denver Nuggets 116, Houston Rockets 115 | Denver  |
| 4 de mayo   | Denver Nuggets 114, Houston Rockets 111 | Denver  |
| 6 de mayo   | Houston Rockets 131, Denver Nuggets 103 | Houston |
| 8 de mayo   | Denver Nuggets 122, Houston Rockets 126 | Denver  |
|             | Houston Rockets gana las series 4-2     |         |

## Estadísticas
| Rk | Jugador         | Edad | P  | PT | MP   | TC   | TCI  | %TC  | T3  | T3I | %T3  | TL  | TLI | %TL  | RO  | RD  | RT  | AS  | RB  | TAP | BP  | FP  | PTS  |
| -- | --------------- | ---- | -- | -- | ---- | ---- | ---- | ---- | --- | --- | ---- | --- | --- | ---- | --- | --- | --- | --- | --- | --- | --- | --- | ---- |
| 1  | Alex English    | 32   | 81 | 81 | 37.3 | 11.7 | 23.3 | .504 | 0.0 | 0.1 | .200 | 6.3 | 7.3 | .862 | 2.4 | 2.6 | 5.0 | 4.0 | 0.9 | 0.4 | 3.1 | 2.9 | 29.8 |
| 2  | Fat Lever       | 25   | 78 | 77 | 33.5 | 6.0  | 13.6 | .441 | 0.2 | 0.5 | .316 | 1.7 | 2.3 | .725 | 1.7 | 3.6 | 5.4 | 7.5 | 2.3 | 0.2 | 2.7 | 2.6 | 13.8 |
| 3  | T.R. Dunn       | 30   | 82 | 82 | 29.3 | 2.1  | 4.6  | .454 | 0.0 | 0.0 | .000 | 0.8 | 1.1 | .773 | 1.7 | 2.9 | 4.6 | 2.1 | 1.9 | 0.2 | 0.6 | 2.8 | 5.0  |
| 4  | Calvin Natt     | 29   | 69 | 62 | 29.1 | 6.8  | 13.5 | .504 | 0.0 | 0.1 | .333 | 4.0 | 5.0 | .801 | 1.8 | 4.5 | 6.3 | 2.4 | 0.8 | 0.2 | 1.9 | 2.1 | 17.7 |
| 5  | Wayne Cooper    | 29   | 78 | 78 | 27.1 | 5.4  | 11.6 | .466 | 0.0 | 0.1 | .429 | 2.2 | 2.8 | .795 | 2.4 | 5.4 | 7.8 | 1.0 | 0.5 | 2.9 | 1.5 | 4.0 | 13.1 |
| 6  | Bill Hanzlik    | 28   | 79 | 0  | 25.1 | 4.2  | 9.4  | .447 | 0.1 | 0.5 | .195 | 4.0 | 5.1 | .785 | 1.1 | 2.2 | 3.3 | 4.0 | 1.4 | 0.2 | 2.1 | 3.5 | 12.5 |
| 7  | Danny Schayes   | 26   | 80 | 13 | 20.7 | 2.8  | 5.5  | .502 | 0.0 | 0.0 | .000 | 2.7 | 3.5 | .777 | 1.9 | 3.6 | 5.5 | 1.0 | 0.5 | 0.8 | 1.3 | 3.7 | 8.2  |
| 8  | Elston Turner   | 26   | 73 | 0  | 18.1 | 2.3  | 5.2  | .435 | 0.0 | 0.1 | .000 | 0.5 | 0.7 | .736 | 0.9 | 1.9 | 2.8 | 2.3 | 1.0 | 0.1 | 1.1 | 2.1 | 5.1  |
| 9  | Mike Evans      | 30   | 81 | 1  | 17.1 | 3.8  | 8.8  | .425 | 0.5 | 2.2 | .222 | 1.6 | 1.8 | .846 | 0.4 | 0.9 | 1.2 | 2.2 | 0.8 | 0.0 | 1.5 | 2.0 | 9.5  |
| 10 | Pete Williams   | 20   | 53 | 11 | 10.8 | 1.3  | 2.1  | .604 | 0.0 | 0.0 |      | 0.3 | 0.8 | .425 | 0.9 | 1.9 | 2.8 | 0.3 | 0.4 | 0.4 | 0.4 | 1.3 | 2.8  |
| 11 | Willie White    | 23   | 43 | 4  | 8.0  | 1.7  | 3.9  | .440 | 0.1 | 0.5 | .286 | 0.4 | 0.5 | .826 | 0.4 | 0.6 | 1.0 | 1.2 | 0.4 | 0.0 | 0.6 | 0.6 | 4.0  |
| 12 | Blair Rasmussen | 23   | 48 | 1  | 6.9  | 1.3  | 3.1  | .407 | 0.0 | 0.0 |      | 0.6 | 0.8 | .795 | 0.8 | 1.3 | 2.0 | 0.3 | 0.1 | 0.2 | 0.8 | 1.3 | 3.2  |

## Galardones y récords
| Jugador      | Galardón                               |
| Alex English | 2.º Mejor quinteto de la NBA All-Star  |
| Bill Hanzlik | 2.º Mejor quinteto defensivo de la NBA |